# さいたま市立上木崎小学校
さいたま市立上木崎小学校（さいたましりつ かみきざきしょうがっこう）は、埼玉県さいたま市浦和区上木崎3丁目にある公立小学校。

## 沿革
- 1952年（昭和27年）
  - 4月1日 - 浦和市立上木崎小学校として当地に開校。（浦和市立北浦和小学校、浦和市立木崎小学校より分離）[1]
  - 7月7日 - 落成式の挙行。校章制定及び開校日の制定。
- 1956年（昭和31年）
  - 7月6日 - 校旗作成と校歌制定により発表会が行われる。（作詞：服部嘉香、作曲：佐々木すぐる[2]）
  - 10月30日 - プール完成。
- 1959年（昭和34年）4月1日 - 針ヶ谷小学校独立に伴い針ヶ谷地区の児童503名が転出。
- 2001年（平成13年）5月1日 - さいたま市誕生により、さいたま市立上木崎小学校に改称。

## 通学区域
- さいたま市浦和区[3]
  - 上木崎1 - 3丁目・4丁目（1〜5番・7〜9番）・5丁目・6丁目（32〜35番）・7 - 8丁目、大原1 - 5丁目
- さいたま市大宮区
  - 大原6 - 7丁目

## 交通
- 東日本旅客鉄道（JR東日本）京浜東北線 与野駅から徒歩7分。

## 出身者
- 佐々木貴史（実業家、株式会社りらいぶ代表取締役）